# تمكين

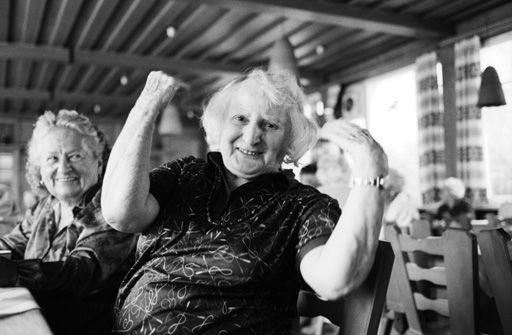

التمكين هو زيادة القدرة الروحية والسياسية والاجتماعية والاقتصادية للأفراد والمجتمعات. وهو عملية زيادة قدرة الأفراد أو الجماعات على اتخاذ خيارات وتحويل تلك الخيارات إلى الإجراءات والنتائج المطلوبة. ومن أساسياتها الإجراءات التي، على حد سواء، تساهم في تكوين الأصول الفردية والجماعية، وتحسين كفاءة ونزاهة السياق التنظيمي والمؤسسي الذي يحكم استخدام هذه الأصول.
ويشير مصطلح «التمكين» إلى تدابير ترمي إلى زيادة درجة الاستقلال الذاتي وتقرير المصير لدى الناس والمجتمعات المحلية لتمكينهم من تمثيل مصالحهم بطريقة مسؤولة ومحددة ذاتيا، وذلك بناء على سلطتهم الخاصة. إنها عملية أن تصبح أقوى وأكثر ثقة، وخاصة في السيطرة على حياة الفرد والمطالبة بحقوق الفرد.والتمكين كفعل يشير إلى عملية التمكين الذاتي والدعم المهني من الناس، والتي تمكنهم من التغلب على شعورهم بالعجز، وعدم وجود نفوذ، وادراك  واستخدام مواردهام. للقيام بالعمل بقوة.
مصطلح التمكين ينبع من علم النفس المجتمعي الأمريكي ويرتبط مع العالم الاجتماعي جوليان رابابورت (1981). ومع ذلك، فإن جذور نظرية التمكين تمتد إلى مزيد من التاريخ وترتبط مع النظرية الاجتماعية الماركسية.
هذه الأفكار الاجتماعية استمرت في التطور والصقل من خلال النظرية الماركسية الجديدة (المعروفة أيضا باسم النظرية النقدية).
وفي مجال العمل الاجتماعي، يشكل التمكين نهجا عمليا للتدخل الموجه نحو الموارد. في مجال التربية المدنية والتعليم الديمقراطي، كما ينظر إلى التمكين كأداة لزيادة مسؤولية المواطن. ويمثل التمكين مفهوما رئيسيا في الخطاب المتعلق بتعزيز المشاركة المدنية. إن التمكين كمفهوم، يتميز بالتحرك بعيدا عن الشعور بالعجز نحو تصور أكثر توجها نحو القوة، يمكن العثور عليه بشكل متزايد في مفاهيم الإدارة، وكذلك في مجالات التعليم المستمر والمساعدة الذاتية.

## أصل اللفظ
التمكين هو ترجمة للفظ الإنكليزي empowerment.

## التعريفات
يشير روبرت آدامز إلى القيود المفروضة على أي تعريف واحد من «التمكين»، وخطورة أن التعريفات الأكاديمية أو المتخصصة قد تسلب قيمة الكلمة أوالممارسات المتصلة بها  من الناس الذين من المفترض أن تنتمي إليها. ومع ذلك، فهو يقدم تعريفا محدودا للمصطلح: حيث التمكين هو قدرة الأفراد والجماعات والمجتمعات المحلية على السيطرة على ظروفهم وممارسة السلطة وتحقيق أهدافهم الخاصة، والعملية التي من خلالها _فرديا وجماعيا_ يكونون قادرون على مساعدة أنفسهم والآخرين على تحقيق أقصى قدر من قيمة حياتهم. ويتمثل أحد تعريفات هذا المصطلح في: عملية محددة ومستمرة تتمركز في المجتمع المحلي، تنطوي على الاحترام المتبادل والتفكير النقدي والرعاية والمشاركة الجماعية، التي من خلالها يكون الناس الذين يفتقرون لنصيب متساو من الموارد؛ يكسبون قدرا أكبر من الوصول إلى تلك الموارد والسيطرة عليها. يتضمن تعريف رابابورت (1984) ما يلي: ينظر إلى التمكين على أنه العملية الآلية التي من خلالها الناس والمنظمات والمجتمعات المحلية تكتساب السيادة على حياتهم. وغالبا ما يتناول التمكين الاجتماعي أعضاء الجماعات التي استبعدتهم عمليات التمييز الاجتماعي من عمليات صنع القرار من خلال -على سبيل المثال - التمييز القائم على الإعاقة أو السلالة أو العرق أو الدين أو الجنس. ويرتبط التمكين كمنهجية أيضا بالنسوية.

## العملية
التمكين هو عملية الحصول على الفرص الأساسية للمهمشين، إما مباشرة من قبل هؤلاء الناس، أو من خلال مساعدة غير المهمشين الآخرين الذين يشتركون في وصولهم إلى هذه الفرص. ويشمل أيضا احباط محاولات إنكار تلك الفرص. ويشمل التمكين أيضا تشجيع وتطوير المهارات من أجل الاكتفاء الذاتي، مع التركيز على القضاء على الحاجة المستقبلية للجمعيات الخيرية أو الرفاه في أفراد المجموعة. وقد يصعب بدء هذه العملية وتنفيذها بفعالية.

### الاستراتيجية
وتتمثل إحدى استراتيجيات التمكين في مساعدة الأشخاص المهمشين على إنشاء منظمتهم غير الهادفة للربح، وذلك باستخدام الأساس المنطقي الذي مفاده أن الأشخاص المهمشين وحدهم هم الذين يستطيعون معرفة ما يحتاجه شعبهم أكثر من غيرهم، وأن السيطرة على المنظمة من جانب الغرباء يمكن أن تساعد في الواقع على زيادة ترسيخ التهميش. المنظمات الخيرية التي تقود من خارج المجتمع، على سبيل المثال، يمكن أن تقوض المجتمع من خلال ترسيخ الخيرية الاعتماد أو الرفاهية. يمكن لمنظمة غير ربحية استهداف الاستراتيجيات التي تسبب تغييرات هيكلية، مما يقلل من الحاجة إلى الاعتماد المستمر. فعلى سبيل المثال، يمكن للصليب الأحمر أن يركز على تحسين صحة السكان الأصليين، ولكن ليس له سلطة في ميثاقه لتركيب أنظمة لتوصيل المياه وتنقيتها، على الرغم من أن عدم وجود مثل هذا النظام يؤثر تأثيرا عميقا وسلبا على الصحة. غير أن منظمة غير هادفة للربح تتألف من السكان الأصليين، يمكن أن تضمن أن منظمتهم الخاصة تتمتع بهذه السلطة ويمكنها أن تضع نفسها وجداول الأعمال، ووضع خططهم الخاصة، والسعي إلى الموارد اللازمة، والقيام بقدر كبير من العمل قدر الإمكان، وتحمل المسؤولية - والائتمان - لنجاح مشاريعهم (أو العواقب، إذا فشلت).
عملية تمكين الأفراد / الجماعات من الوصول الكامل إلى السلطة الشخصية أو الجماعية والسلطة والنفوذ، واستخدام تلك القوة عند التعامل مع الآخرين أو المؤسسات أو المجتمع. وبعبارة أخرى، «التمكين لا يعطي الناس السلطة، فالناس لديهم بالفعل الكثير من السلطة، تتمثل في ثروة من المعرفة والدافع، للقيام بعملهم بشكل رائع، ونحن نعرف التمكين بأنه السماح لهذه السلطة بأن تخرج». هذا يشجع الناس لكسب المهارات والمعرفة التي تسمح لهم بالتغلب على العقبات في الحياة أو بيئة العمل، في نهاية المطاف، ومساعدتهم على التطور داخل أنفسهم أو في المجتمع.
لتمكين المرأة؛  فيبدو وكأننا نرفض أو نتجاهل الذكور، ولكن الحقيقة هي أن كلا الجنسين بحاجة ماسة إلى أن يكونوا متساويين على قدم المساواة. يحدث التمكين من خلال تحسين الظروف والمعايير والأحداث، ومنظور عالمي للحياة.

### النقد
قبل أن يكون هناك استنتاج مفاده أن مجموعة معينة تتطلب التمكين -وبالتالي يجب احترام تقديرها الذاتي على أساس الوعي بنقاط قوتها- هناك حاجة إلى تشخيص العجز والتي عادة ما يقوم به خبراء تقييم مشاكل هذه المجموعة. وعادة ما لا يتم التشكيك في عدم التماثل الأساسي للعلاقة بين الخبراء والعملاء من خلال عمليات التمكين. كما يجب أن ينظر إليه على نحو حاسم، في مدى تطبيق نهج التمكين حقا لجميع المرضى / العملاء. ومن المشكوك فيه بشكل خاص ما إذا كان المرضى الذين يعانون من أمراض نفسية في حالات الأزمات الحادة في وضع يسمح لهم باتخاذ قراراتهم. وطبقا لألبرت لينز، فإن الناس يتصرفون في المقام الأول بالتراجع في حالات الأزمات الحادة ويميلون إلى ترك المسؤولية إلى الخبراء. ولذلك يجب الافتراض أن تنفيذ مفهوم التمكين يتطلب حد أدنى من التواصل والتأمل لدى الأشخاص المعنيين.

## في العمل الاجتماعي وعلم النفس المجتمعي
وفي مجال العمل الاجتماعي، يوفر التمكين نهجا يسمح للعاملين الاجتماعيين بزيادة القدرة على المساعدة الذاتية لعملائهم. على سبيل المثال، يسمح ذلك للعملاء بأن لا ينظر إليهم على أنهم «ضحايا» سلبيون، لا حول لهم ولا قوة، ليتم إنقاذهم، بل بدلا من ذلك كشخص ذي قدرة ذاتية على مكافحة الإساءة أو القمع. في معركة حيث يأخذ الأخصائي الاجتماعي منصب الميسر، بدلا من موقف المنقذ. فالأشخاص المهمشين الذين يفتقرون إلى الاكتفاء الذاتي يصبحون، كحد أدنى، يعتمدون على الأعمال الخيرية أو الرعاية الاجتماعية. فهم يفقدون الثقة بالنفس لأنهم لا يستطيعون أن يكونوا مدعومين تماما. كما أن الفرص التي حرمتهم حرمتهم من فخر الإنجاز الذي يمكِّن للآخرين الذين لديهم تلك الفرص أن يطوروا من أنفسهم. وهذا بدوره يمكن أن يؤدي إلى مشاكل نفسية واجتماعية بل وحتى مشاكل نفسية. يشير مصطلح «مهمش» هنا إلى الاتجاهات العلنية أو السرية داخل المجتمعات التي يتم فيها استبعاد الأشخاص الذين يعتقد أنهم يفتقرون إلى السمات المرغوبة أو الانحراف عن معايير المجموعة من قبل مجتمع أوسع ونبذ غير المرغوب فيه.

## في الاقتصاد
وفقا لروبرت آدمز، هناك تقليد طويل في المملكة المتحدة والولايات المتحدة على التوالي لدفع أشكال المساعدة الذاتية التي وضعت وساهمت في مفاهيم أكثر حداثة للتمكين. على سبيل المثال، احتضنت النظريات الاقتصادية للمؤسسات الحرة لميلتون فريدمان المساعدة الذاتية كمساهم محترم في الاقتصاد. وقد بُني كل من الجمهوريين في الولايات المتحدة والحكومة المحافظة مارغريت تاتشر على هذه النظريات. وفي الوقت نفسه، حافظت جوانب المساعدة المتبادلة لمفهوم المساعدة الذاتية على بعض التداول مع الاشتراكيين والديمقراطيين. وفي مجال التنمية الاقتصادية، يركز نهج التمكين على تعبئة جهود المساعدة الذاتية للفقراء بدلا من توفير الرعاية الاجتماعية لهم. والتمكين الاقتصادي هو أيضا تمكين الفئات المحرومة سابقا من السكان، على سبيل المثال، في كثير من البلدان الأفريقية التي كانت مستعمرة سابقا.

## القانونية
ويحدث التمكين القانوني عندما يستخدم الأشخاص المهمشون أو الجماعات المهمشون التعبئة القانونية، أي القانون والنظم القانونية وآليات العدالة لتحسين أو تغيير أوضاعهم الاجتماعية والسياسية والاقتصادية. ونهج التمكين القانوني يهتم بفهم الكيفية التي يمكن بها استخدام القانون للنهوض بمصالح وأولويات المهمشين. وفقا «لـمؤسسات المجتمع المفتوح» (منظمة غير حكومية):  التمكين القانوني هو تعزيز قدرة جميع الناس على ممارسة حقوقهم، سواء كأفراد أو كأعضاء في المجتمع، والتمكين القانوني هو حول العدالة الشعبية، حول ضمان أن القانون لا يقتصر على الكتب أو قاعات المحاكم، بل هو متاح وذات مغزى للناس العاديين. ويوضح لورينزو كوتولا في كتابه «التمكين القانوني لمراقبة الموارد المحلية» أن الأدوات القانونية لتأمين حقوق الموارد المحلية مكرسة في النظام القانوني، لا يعني بالضرورة أن مستخدمي الموارد المحليين في وضع يمكنهم من استخدامها والاستفادة منها. إن النظام القانوني للدولة مقيد بمجموعة من العوامل المختلفة - من نقص الموارد إلى القضايا الثقافية. ومن بين هذه العوامل والقيود الاقتصادية والجغرافية واللغوية وغيرها من القيود المفروضة على الوصول إلى المحاكم، والافتقار إلى الوعي القانوني فضلا عن المساعدة القانونية تميل إلى أن تكون مشاكل متكررة. وفي كثير من الحالات، لا تثق المجموعات المهمشة بالنظام القانوني بسبب التلاعب الواسع النطاق الذي تعرضت له من الناحية التاريخية من قبل الأقوى.
«إلى أي مدى يعرف المرء القانون، ويجعله يعمل بنفسه مع أدوات قانونية» هذا هو التمكين القانوني. بمساعدة مناهج مبتكرة مثل محو الأمية القانونية والتدريب على التوعية، وإذاعة المعلومات القانونية، وإجراء الخطابات القانونية التشاركية، ودعم مستخدمي الموارد المحلية في التفاوض مع الوكالات الأخرى وأصحاب المصلحة، والاستراتيجيات التي تجمع بين استخدام العمليات القانونية والدعوة إلى جانب مشاركة وسائل الإعلام.
في بعض الأحيان يتم تهميش الفئات من قبل المجتمع ككل، مع مشاركة الحكومات في عملية التهميش. ومن المفترض أن تسمح قوانين تكافؤ الفرص التي تعارض بنشاط هذا التهميش بالتمكين. وهذه القوانين تجعل من غير القانوني تقييد الوصول إلى المدارس والأماكن العامة على أساس العرق. ويمكن اعتبارها أيضا أحد أعراض تمكين الأقليات وتمكين المرأة من خلال الضغط.

## الجنس الاجتماعي
ويشير التمكين الجنساني تقليديا إلى تمكين المرأة، وهو موضوع هام للمناقشة فيما يتعلق بالتنمية والاقتصاد في الوقت الحاضر. ويشير أيضا إلى النهج المتعلقة بالأنواع الأخرى المهمشة في سياق سياسي أو اجتماعي معين. وهذا النهج في مجال التمكين يسترشد جزئيا بالنسوية ويستخدم التمكين القانوني من خلال البناء على حقوق الإنسان الدولية. ويمثل التمكين أحد الشواغل الإجرائية الرئيسية عند معالجة حقوق الإنسان والتنمية. ويشير نهج التنمية البشرية والقدرات والأهداف الإنمائية للألفية وغيرها من النهج والأهداف الموثوقة إلى التمكين والمشاركة كخطوة ضرورية إذا ما أريد لأي بلد أن يتغلب على العقبات المرتبطة بالفقر والتنمية.  وتستهدف أهداف الأمم المتحدة للتنمية المستدامة المساواة بين الجنسين وتمكين المرأة من أجل خطة التنمية العالمية.

## في إدارة مكان العمل
وفقا لتوماس أ. بوترفيلد،  العديد من المنظرين والممارسين التنظيميين يعتبرون تمكين الموظفين واحدا من أهم مفاهيم الإدارة الشعبية في عصرنا. سيولا يناقش حالة عكسية: أن التمكين زائف.

### في الإدارة
في مجال الإدارة والنظرية التنظيمية، «التمكين» غالبا ما يشير بشكل فضفاض إلى عمليات إعطاء المرؤوسين (أو العمال عموما) قدر أكبر من السلطة التقديرية والموارد: توزيع الرقابة من أجل تقديم خدمة أفضل للعملاء ومصالح المنظمات العاملة. ويشير أحد روايات تاريخ تمكين مكان العمل في الولايات المتحدة إلى اشتباك أساليب الإدارة في بناء السكك الحديدية في الغرب الأمريكي في منتصف القرن التاسع عشر، حيث واجهت نماذج السيطرة «التقليدية» الهرمية في الساحل الشرقي عمال رواد مؤمنين بالفردانية، مكملة بقوة من خلال أساليب مسؤولية العمال الموجهة نحو الكفاءة والتي جلبها العمال الصينيون إلى مكان الحادث. وفي هذه الحالة، حقق التمكين على مستوى فرق العمل أو اللواءات  تفوقا ملحوظا (ولكن قصير الأجل).
وخلال الثمانينيات والتسعينيات، أصبح التمكين نقطة اهتمام في مفاهيم الإدارة وإدارة الأعمال. وفي هذا السياق، ينطوي التمكين على تعهد بمشاركة أكبر وتكامل للموظف من أجل التعامل مع مهامه بشكل مستقل قدروبمسؤولية. وقد أصبح النهج القائم على القوة والمعروفة باسم «دائرة التمكين» أداة للتنمية التنظيمية. وتهدف فرق التمكين المتعددة التخصصات إلى تطوير دوائر نوعية لتحسين الثقافة التنظيمية، وتعزيز الحافز ومهارات الموظفين. ويتم تحقيق هدف الرضا الوظيفي الشخصي للموظفين من خلال التسلسل الهرمي المسطح، والمشاركة في القرارات، وفتح الجهد الإبداعي، وثقافة الفريق الإيجابية والتقديرية، والتقييم الذاتي، وتحمل المسؤولية (للنتائج)، والمزيد من تقرير المصير والتعلم المستمر. والاستخدام الأمثل للإمكانيات والقدرات الحالية يمكن أن يكون من الأفضل التوصل إليها من قبل والعمال راض ونشط. وهنا تساهم إدارة المعرفة إسهاما كبيرا في تنفيذ مشاركة الموظفين كمبدأ توجيهي، مثلا عن طريق إنشاء مجتمعات للممارسة. ومع ذلك، فمن المهم ضمان أن الموظف الفرد لديه المهارات اللازمة لتلبية المسؤوليات المخصصة لها وأن هيكل الشركة يضع الحوافز المناسبة للموظفين لمكافأة مسؤولياتهم أخذ. وبخلاف ذلك، هناك خطر التعرض للاكتئاب أو حتى تصبح ساكنة.

### الآثار المترتبة على ثقافة الشركة
يتطلب تمكين الموظفين ثقافة الثقة في المنظمة ونظام المعلومات والاتصالات المناسب. والهدف من هذه الأنشطة هو توفير تكاليف السيطرة، التي تصبح زائدة عن الحاجة عندما يعمل الموظفون بشكل مستقل وبأسلوب ذاتي الحركة. في كتاب التمكين يستغرق أكثر من دقيقة، ويوضح المؤلفون ثلاثة مفاتيح يمكن للمنظمات استخدامها لفتح المعرفة والخبرة، والقدرة والتحفيز التي هي لدى الناس  بالفعل. المفاتيح الثلاثة التي يجب على المديرين استخدامها لتمكين موظفيهم هي:
  1- تبادل المعلومات مع الجميع.
  2- خلق الاستقلال الذاتي من خلال الحدود.
  3- استبدال التسلسل الهرمي القديم بفرق العمل ذات التوجيه الذاتي.
ووفقا لستيوارت، من أجل ضمان بيئة عمل ناجحة، يحتاج المديرون إلى ممارسة النوع الصحيح من السلطة. وخلاصة القول: التمكين هو ببساطة الاستخدام الفعال لسلطة المدير، وبعد ذلك، هو وسيلة مثمرة لتحقيق أقصى قدر من الكفاءة في جميع أنحاء العمل. هذه المفاتيح من الصعب وضعها في مكان، وهي رحلة لتحقيق التمكين في مكان العمل. من المهم تدريب الموظفين والتأكد من أن لديهم الثقة في ما يمكن للتمكين أن يجلب للشركة. كما تم انتقاد تنفيذ مفهوم التمكين في الإدارة بسبب الفشل في تلبية مطالبها.
عصر التمكين الشعبي؟
أصر مارشال مكلوهان على أن تطوير وسائل الإعلام الإلكترونية سيضعف في نهاية المطاف الهياكل الهرمية التي تقوم عليها الحكومات المركزية والشركات الكبرى والأوساط الأكاديمية، وبشكل أعم، أشكال «التنظيم الخطي-الكرتسي» الجامدة . ومن هذا المنظور ، فإن «أشكال الوعي الإلكترونية» الجديدة المدفوعة بتكنولوجيا المعلومات من شأنها تمكين المواطنين والموظفين والطلاب من خلال نشر كميات هائلة من المعلومات في الوقت الفعلي بمجرد الاحتفاظ بها لعدد صغير من الخبراء والمتخصصين. سوف يكون المواطنون ملزمين بأن يطلبوا أكثر من ذلك بكثير في إدارة الشؤون الحكومية والإنتاج والاستهلاك والتعليم جادل نيكولاس فيرزلي الخبير الاقتصادي بمجلس التقاعد العالمي (دبليو بي سي) بأن المد والجزر الثقافي السريع ، ولا سيما أشكال جديدة من المشاركة عبر الإنترنت وزيادة الطلب على السياسات العامة التي تتخذها ESG ، والقرارات الإدارية ، يغير الطريقة التي تتفاعل بها الحكومات والشركات مع المستهلكين المواطنين في «عصر التمكين»

### تمكين المرأة
عديد المنظمات والشركات والدول والأمم المتحدة تهدف إلى تمكين المرأة من أجل تحقيق التنمية.

## متطلبات نجاح التمكين للقيادة الإدارية
- المشاركة في تحديد الاهداف التنظيمية
- إعطاء الصلاحيات لاختيار وسائل تنفيذ الاهداف المطلوب منهم تحقيقها ومساعدتهم في علاج ما يواجههم من مشكلات
- منح الثقة باستمرار والدعم المستمر لهم